# Nicolas Desmarest
Pour les articles homonymes, voir Desmarest.
Nicolas Desmarest ou Desmarets, né le 16 septembre 1725 à Soulaines (Aube) et mort à Paris le 28 septembre 1815, est un géologue, géographe et physicien français.

## Biographie
De parents maraîchers peu riches, Nicolas  Desmarest sait à peine lire à 15 ans. À la mort de son père son tuteur l'envoie en pension chez les oratoriens de Troyes. Il progresse rapidement et ses maîtres lui font poursuivre ses études à Paris, en mathématiques et physique. En 1753, il remporte le prix de l'Académie des Sciences, des Lettres et des Arts d'Amiens sur la question relative à l'ancienne jonction continentale de l'Angleterre à la France.
En 1765 et 1766, il fait un long voyage en Italie, accompagnant le duc Louis-Alexandre de La Rochefoucauld d'Enville dans son « Grand Tour ».

### Administrateur et enseignant
Il est élu adjoint dans la classe de mécanique de l'Académie des sciences en 1771, et promu associé en 1773. En 1785 il devint pensionnaire de la nouvelle classe d'histoire naturelle et de minéralogie.
Il est nommé inspecteur général des manufactures en 1788.
Il est emprisonné pendant la Terreur en 1792. Quand il en sort, il accepte, quoique déjà septuagénaire, la place de professeur d'histoire naturelle à l'École centrale.
Il est membre de la Société d'agriculture, du Conseil du commerce, etc., un des administrateurs de la manufacture de Sèvres et membre de la commission temporaire qui, en 1793, sauve de la destruction tant de monuments des arts.

## Travaux scientifiques
Nicolas Desmarest est peu reconnu comme géologue. Pourtant il y a fait un travail de pionnier, n'a publié que des travaux originaux, et - à l'encontre d'un grand nombre de scientifiques démontre comme Guettard une attention scrupuleuse pour ce qui est de la bibliographie ; c'est-à-dire de la connaissance de ce qui a déjà été dit sur le sujet.

### Géographie, géologie et volcans
Géographie
Il contribue aux deux grandes encyclopédies de la fin du XVIIIe siècle sur des sujets concernant la géographie. 

Il écrit pour l'Encyclopédie de Diderot les articles « Géographie physique » et « Fontaine » (volume publié en 1757) (mais pas l'article « Montagne » comme l'affirme Numa Broc ; cet article est probablement dû à Paul Henri Thiry d'Holbach). Son article sur la géographie physique contient et démontre un exposé magistral sur la démarche inductive de Francis Bacon qui, affirme Ellenberger (1996), garde encore toute sa valeur. 

Les quatre premiers volumes de son Dictionnaire de géographie physique destiné à entrer dans l'Encyclopédie méthodique de Panckoucke, sont publiés en 1795, 1803, 1809 et 1811. Il meurt en 1815, et Huot supervise l'achèvement du cinquième et dernier volume.

Atlas du Dictionnaire de géographie physique, 1827
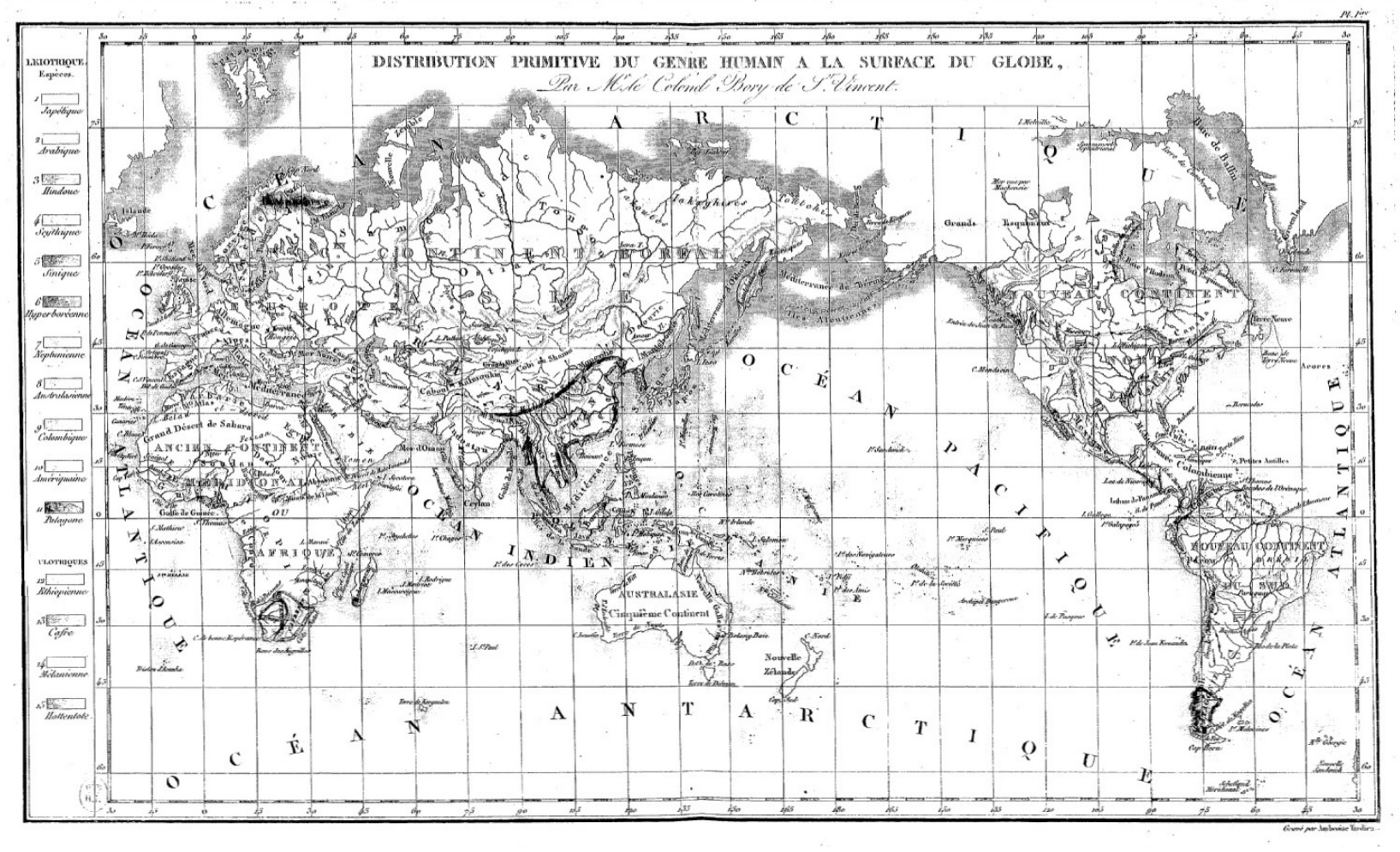
pl. 1 : Distribution primitive du genre humain à la surface du globe, par le colonel Bory de Saint-Vincent
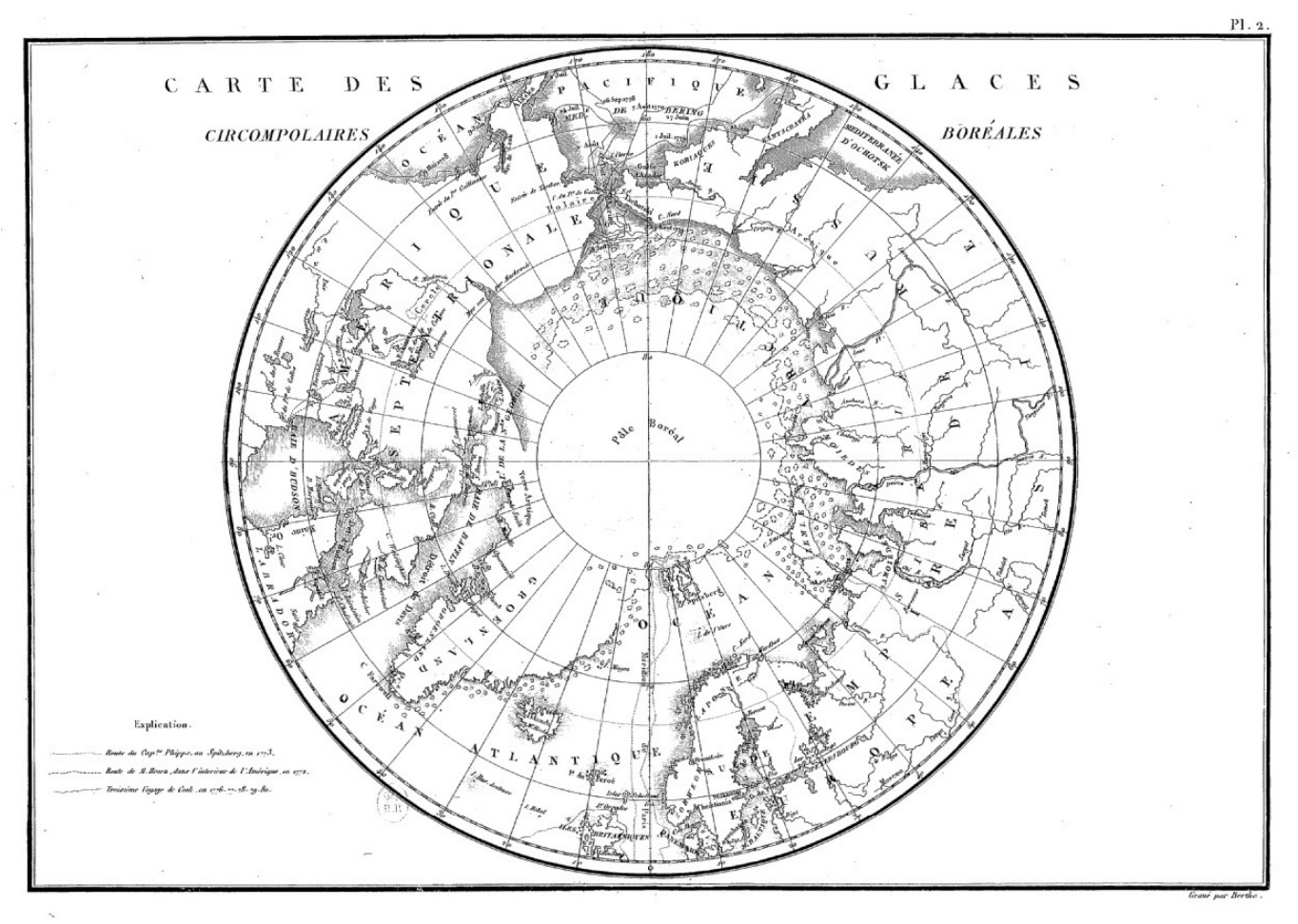
pl. 2 : Carte des glaces circumpolaires boréales.
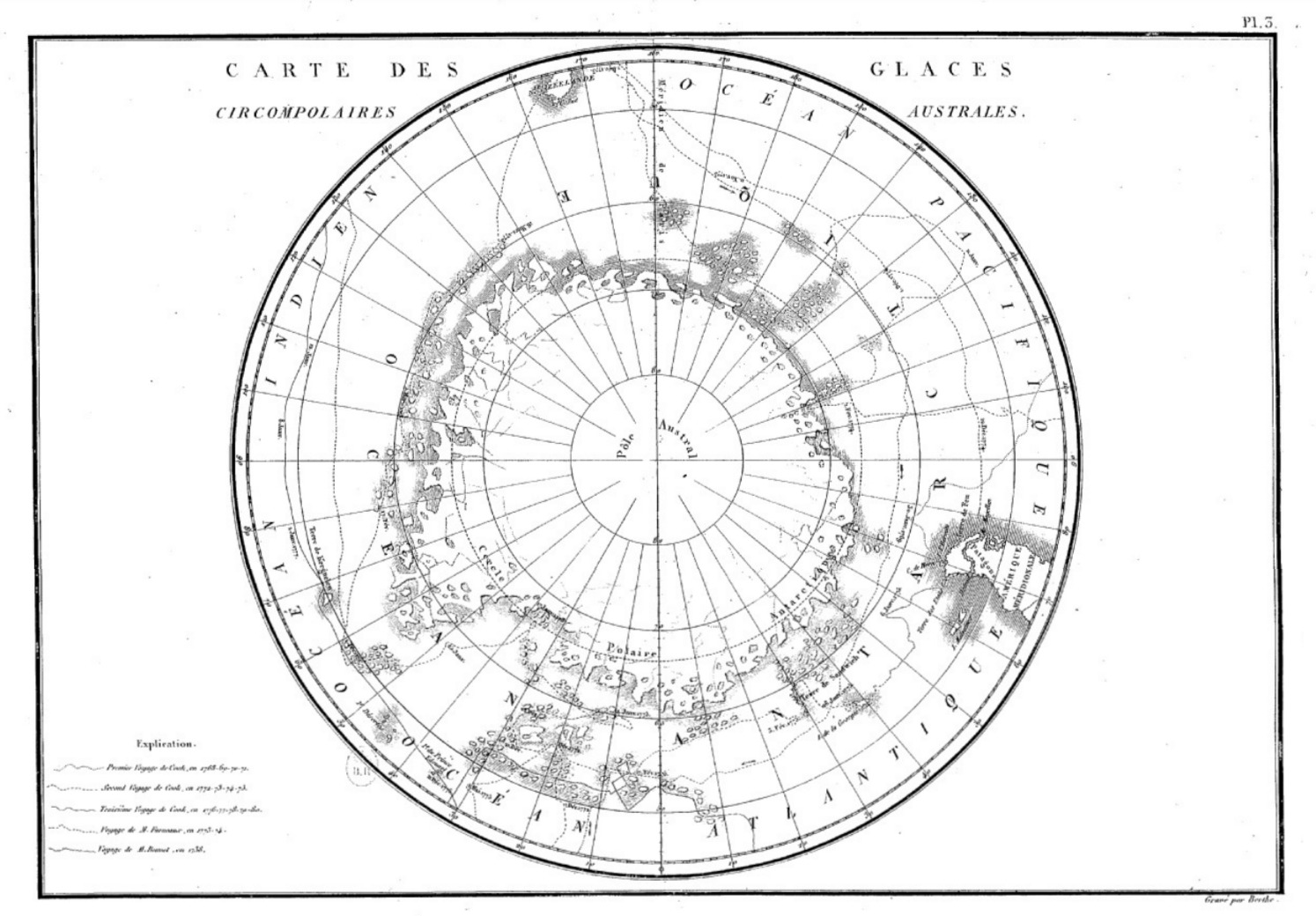
pl. 3 : Carte des glaces circumpolaires australes.

Géologie et volcans
La forte recrudescence des tremblements de terre et autres séismes aux XVIIe et XVIIIe siècles a amené les membres de l'Académie des sciences à se pencher sur les phénomènes sismiques dès les années 1740. Le célèbre séisme du 1er novembre 1755 à Lisbonne ne fonde pas en France une conscience du risque, mais accélère un mouvement déjà engagé.
Dans cette mouvance, Jean-Étienne Guettard annonce et démontre le volcanisme en Auvergne.
On doit à Desmarest les Conjectures physico-mathématiques sur la propagation des secousses dans les tremblements de terre (1756).
Il parcourt l'Auvergne dès 1763, pour examiner les traces des anciens volcans, et en plus des trois cratères que Guettard a signalés, en reconnaît plus de soixante.[réf. nécessaire] Il étend ses recherches sur le basalte dont jusque là on attribuait la formation à l'action de la mer, et détermine que cette roche est d'origine volcanique - une nouveauté importante, note Richet (2003), car elle « permet de conclure, même en l'absence de tout volcan, à l'existence d’un volcanisme éteint d'après la seule observation de roches ». Il rentre à Paris fin 1764 et convainc l'intendant d’Auvergne de l'importance de cartographier la partie volcanique de l'Auvergne. François Pasumot, ingénieur-géographe du roi possédant de bonnes notions de minéralogie, en est chargé. Ce long travail dure de 1764 à 1766, années au cours desquelles Pasumot et Desmarest arpentent les « cantons incendiés », et d'abord la région du Mont-Dore. Desmarest profite de son voyage en Italie en 1765-1766 pour comparer les formations volcaniques auvergnates et italiennes, dont il établit la similarité. La première carte des volcans de l'Auvergne paraît en 1771, accompagnée de descriptions complètes par Desmarest. La carte définitive, à laquelle Desmarest travaille pratiquement tout le restant de sa vie, est achevée en 1823. Son fils Anselme la publie, huit ans après sa mort.

Ses idées sur les volcans apparaissent clairement dans un manuscrit dans lequel il montre sa rivalité avec William Hamilton (1731-1803). Contrairement à Hamilton, Desmarest croit notamment que les éruptions volcaniques se produisent souvent dans des montagnes préexistantes, que les feux se produisent à faible profondeur et ne sont pas très chauds, dans la mesure où très souvent du quartz est retrouvé dans les couches sédimentaires alors que ce minéral est réfractaire à ces feux.

« C'est donc à tort que des naturalistes ont pris le feu pour un des grands agens qui ont servi à l'organisation du Globe, & qui ont présidé aux principales révolutions que le Globe a éprouvées. »

Le volcanisme d'Auvergne et d'autres lieux est repris dans son Dictionnaire de géographie physique.

Dictionnaire de géographie physique, Atlas (1827)
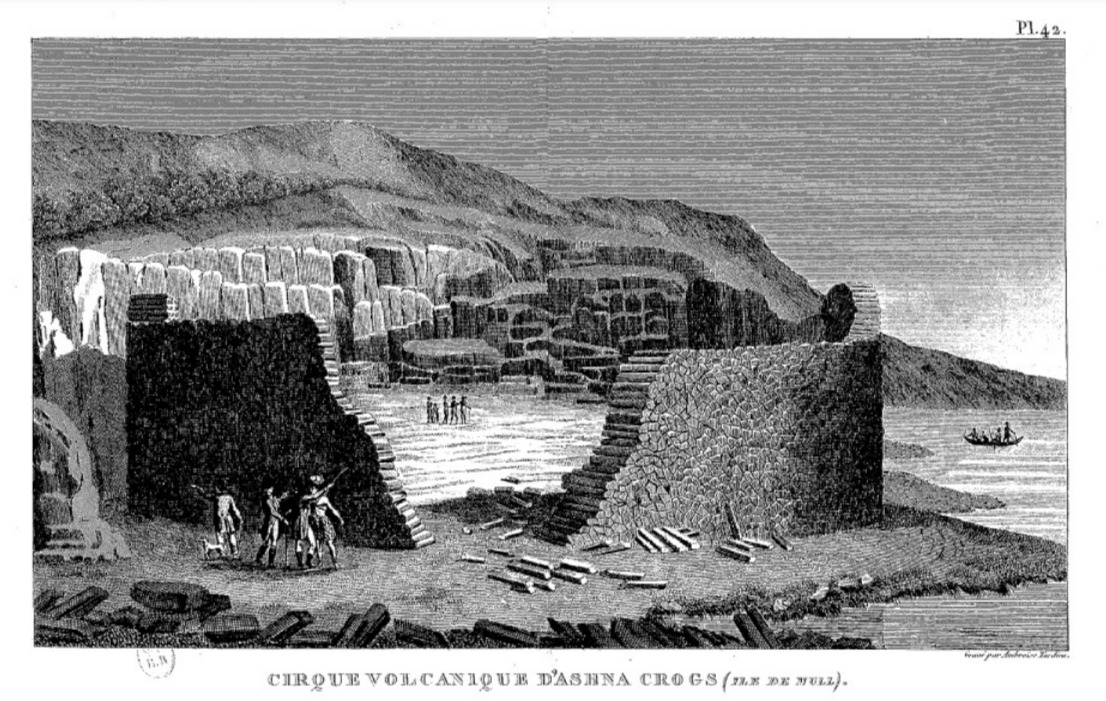
Cirque volcanique d'Ashna crogs (ile de Mull) (pl. 42)
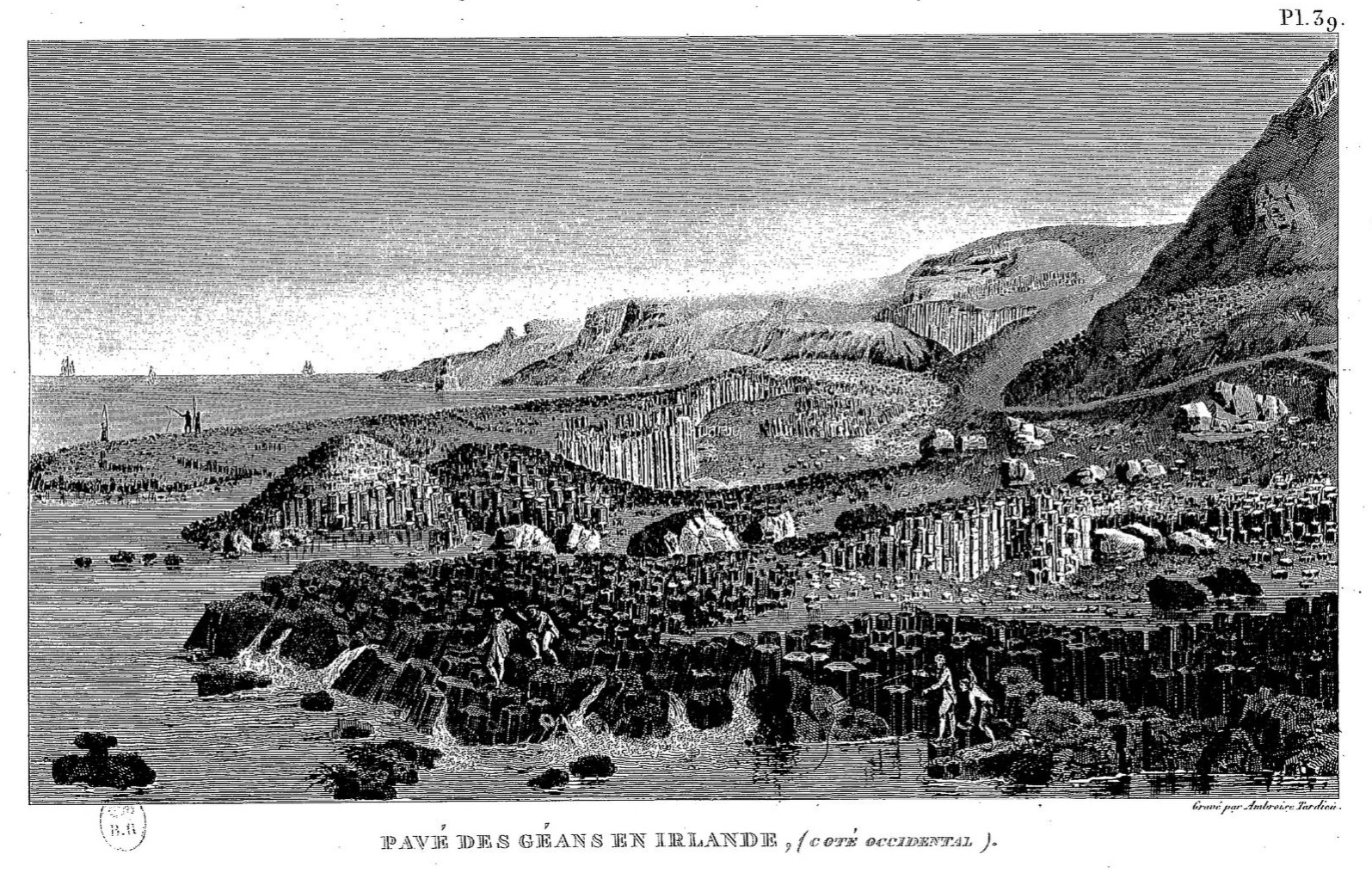
Pavé des geans en Irlande (côté occidental) (pl. 39).
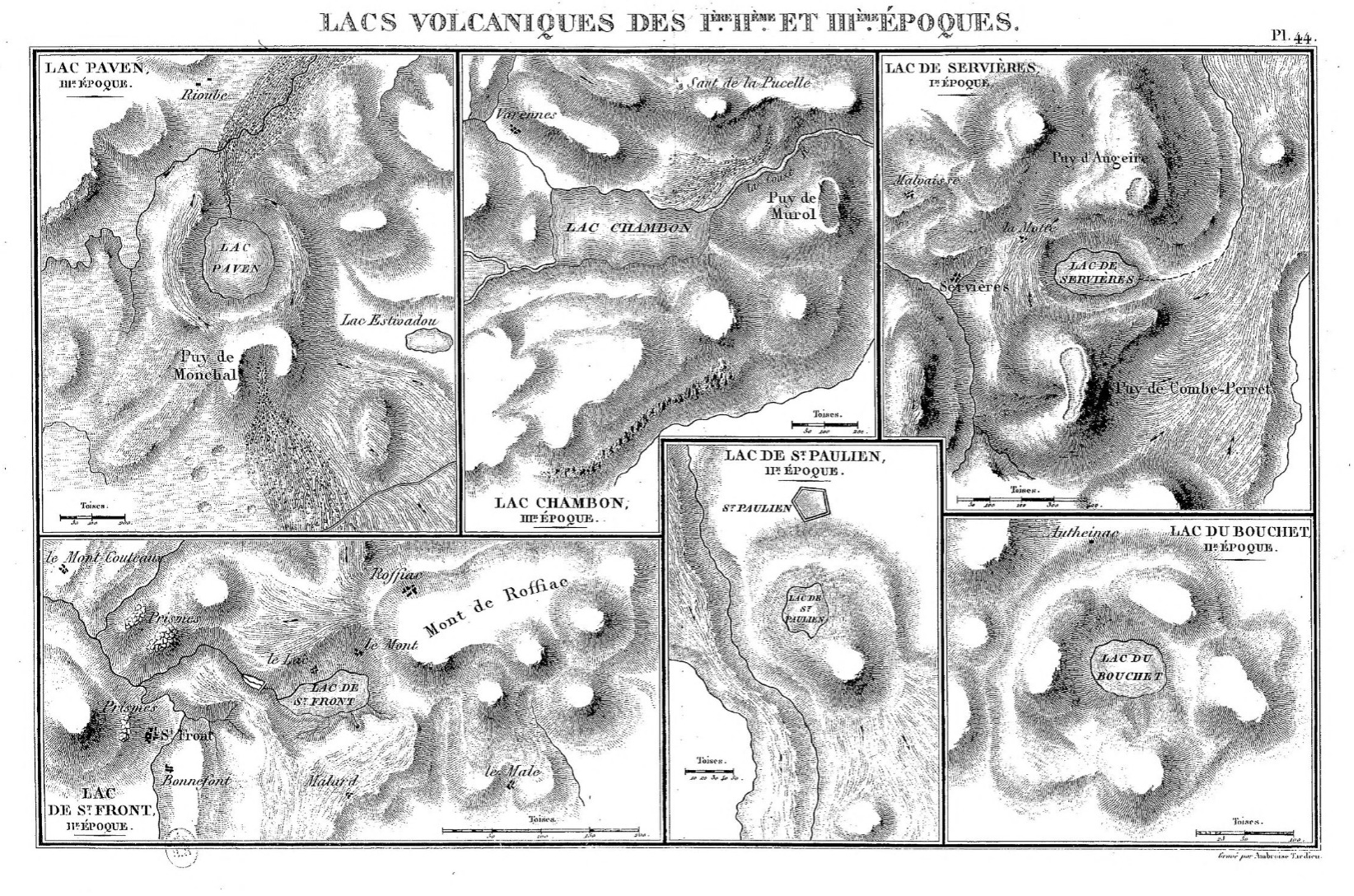
Lacs volcaniques des Ie, IIe et IIIe époques (Auvergne, pl. 44).
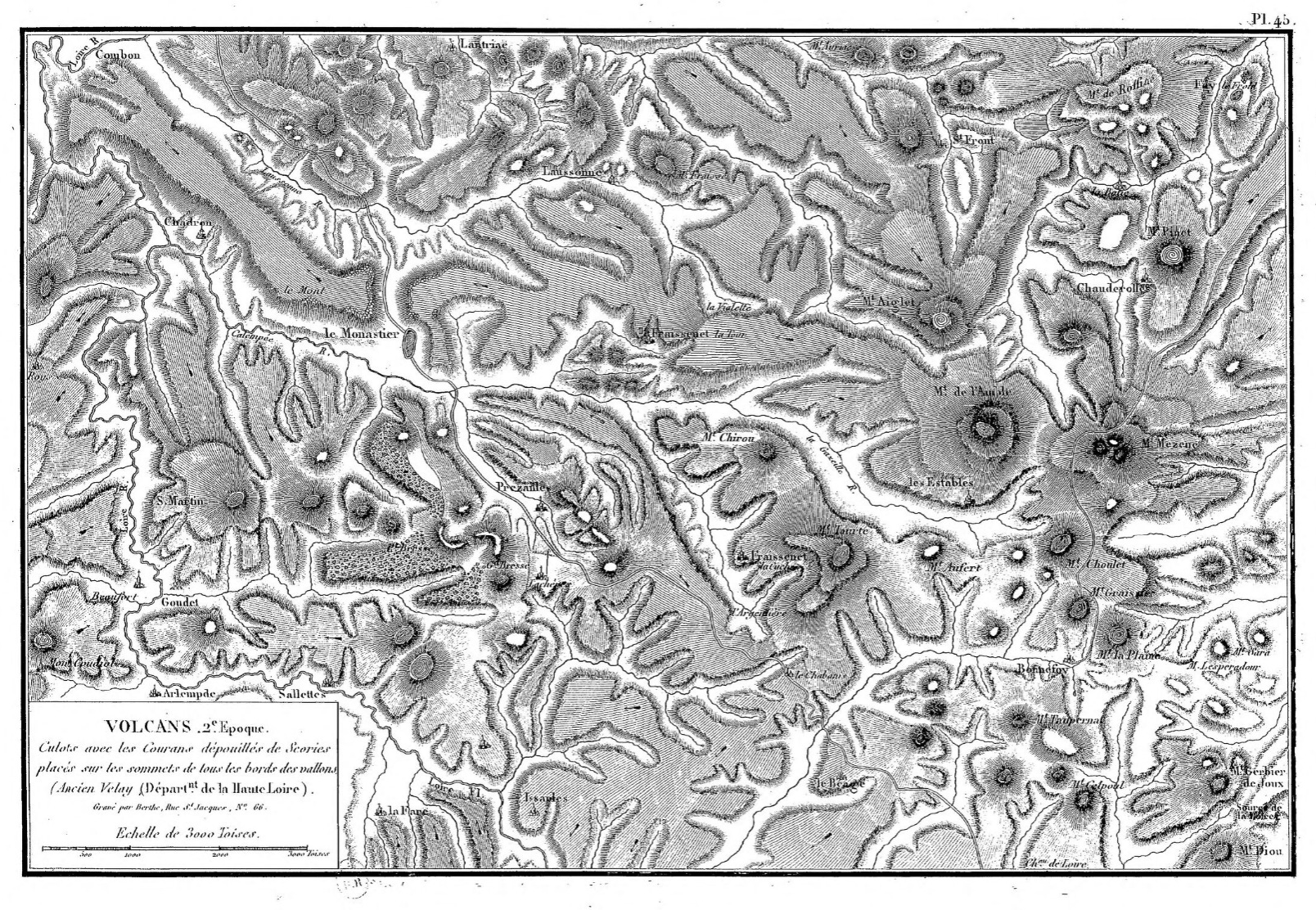
Volcans. IIe époque (pl. 45).
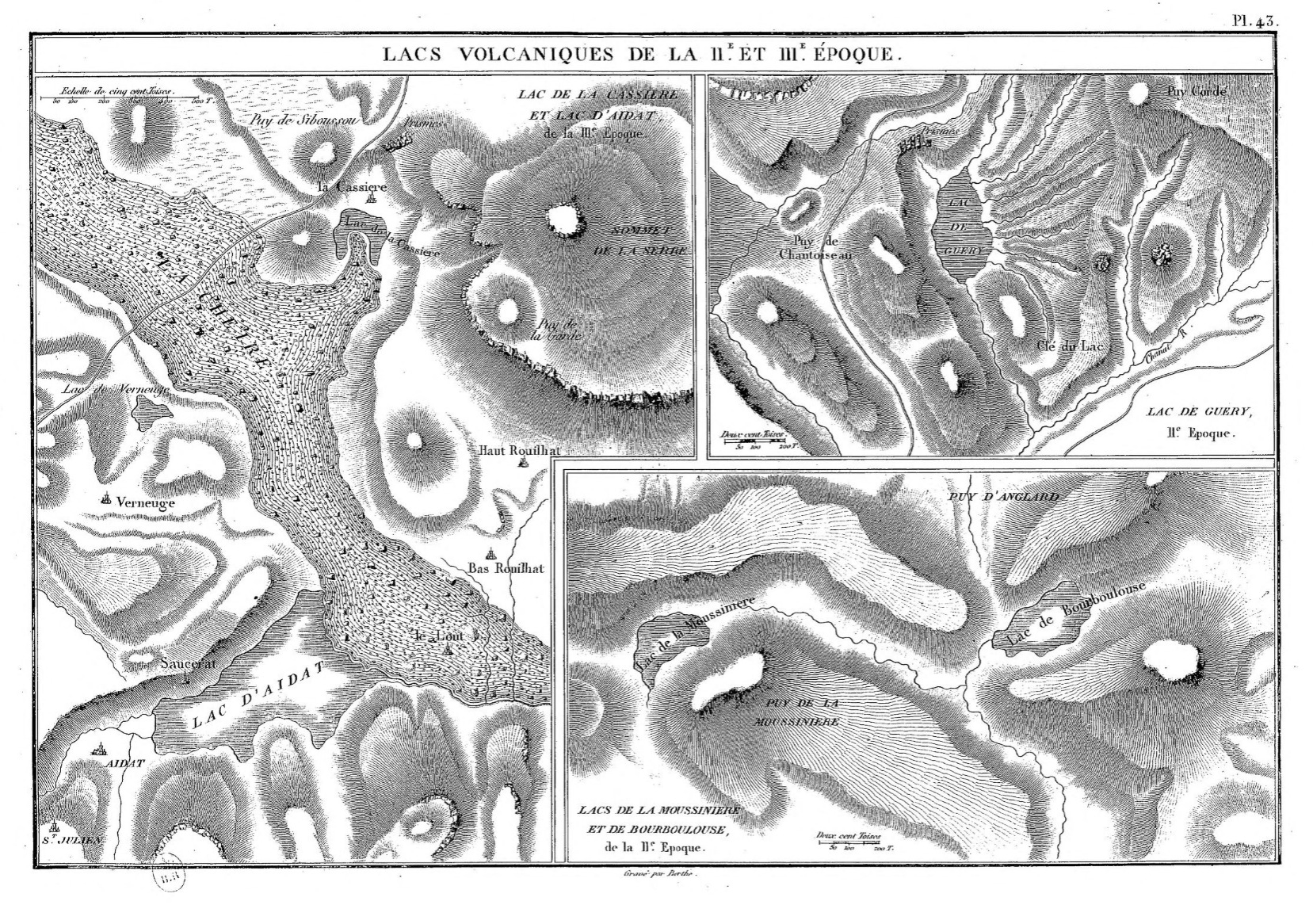
Lacs volcaniques de la IIe et IIIe epoque (pl. 43)

### Sur les manufactures de drap
En 1757, le gouvernement le charge de visiter les principales manufactures de draps pour recueillir les meilleurs procédés sur ce genre de fabrication ; c'est d'après les renseignements qu'il lui fournit que Duhamel rédige l'Art du drapier.

### Sur les fromageries
En 1761, il visite les fromageries de Franche-Comté et de Lorraine, dont le gouvernement désire introduire les procédés en Auvergne, et compose plus tard l'Art de fabriquer le fromage inséré dans l'Encyclopédie de Diderot à laquelle il a également donné les articles « Troyes, blanc de », « fromage d'Auvergne », « fromage de gruieres », « fromage de Gérardmer » (sixième volume des planches).

### Sur la fabrication du papier
Desmarest fait en 1768 et 1777 deux voyages en Hollande pour étudier la fabrication du papier et, par ses conseils, contribue beaucoup aux améliorations introduites dans les fabriques d'Annonay. On lui doit un Mémoire sur les principales manipulations dans les papeteries en Hollande, avec l'explication physique de leur résultat (1771), et un Second mémoire sur la papeterie, dans lequel on traite de la nature & des qualités des pâtes hollandoises & françoises….

## Publications
- [Desmarest 1756] Conjectures physico-méchaniques sur la propagation des secousses dans les tremblemens de terre, et sur la disposition des lieux qui en ont ressenti les effets, 1756, 63 p., sur gallica (lire en ligne).
- [1771] « Sur l'origine & la nature du basalte à grandes colonnes polygones, déterminées par l'Histoire Naturelle de cette pierre, observée en Auvergne », Histoire de l'Académie royale des sciences,‎ 1771, p. 705-775 (lire en ligne [sur gallica], consulté en avril 2022).
- [1771] « Premier mémoire sur les principales manipulations qui sont en usage dans les papeteries de Hollande, avec l'explication physique des résultats de ces manipulations » (lu le 20 février 1771), Mémoires de l'Académie royale des sciences,‎ 1771, p. 335-365 (lire en ligne [sur gallica]).
- [1774 / 1778] « Second mémoire sur la papeterie, dans lequel on traite de la nature & des qualités des pâtes hollandoises & françoises » (lu en décembre 1774), Mémoires de l'Académie royale des sciences,‎ 1778, p. 599-687 (présentation en ligne, lire en ligne [sur gallica]).
- [1771 / 1778] « Mémoire sur le basalte » (3e partie. Lu le 11 mai 1771, publié en 1778), Mémoires de l'Académie royale des sciences,‎ 1771 / 1778, p. 599-670 (lire en ligne [sur gallica]).
- [1775] L'Ancienne jonction de l'Angleterre à la France, ou le Détroit de Calais, Paris, Isidore Lisieux, 1775, 114 p., sur books.google.fr (lire en ligne).
- [1775 / 1779] « Précis d'un mémoire sur la détermination de quelques époques de la nature par les produits des volcans et sur l'usage de ces époques dans l'étude des volcans » (lu à l'Académie royale des sciences en novembre (« la saint-Martin ») 1775), Mémoires de l'Académie royale des sciences,‎ 1775 / 1779, p. 3-23 (présentation en ligne, lire en ligne [sur gallica]).
- Dictionnaire de géographie physique (de l'Encyclopédie) (1778-1828, 5 vol., avec atlas).
  - [Desmarest & Saint-Vincent 1827] Nicolas Desmarets et Bory de Saint-Vincent, Atlas encyclopédique contenant les cartes et les planches relatives à la Géographie physique, Paris, impr.-libr. Veuve Agasse, 1827, 48 pl. + 120, sur gallica (lire en ligne).
- [Daubenton, Fourcroy & Desmarets 1799] Louis Jean-Marie Daubenton, Antoine-François Fourcroy et Nicolas Desmarest, Extrait du rapport fait à l'Institut national des Sciences et des Arts, par les CC. Daubenton, Fourcroy et Desmarets, du Mémoire du C. Chanorier, membre associé, sur un drap bleu teint en laine, et fabriqué avec les toisons du troupeau de race pure d'Espagne établi à Croissy-sur-Seine,département de Seine-et-Oise, en 1786, par le C. Chanorier (25 juin 1799 (6 Messidor an VII). Le mémoire de Chanorier est aux p. 1-7 du même volume), Paris, impr. de Madame Huzard, 1799, 7-8 p., sur gallica (lire en ligne).

Autres
- 1754 : Révision et mise à jour de l'ouvrage par Francis Hauksbee Expériences physico-méchaniques sur differens sujets et principalement sur la lumière et l'électricité, produites par le frottement des corps, traduit de l'anglais par Brémond :
  - [1754] Francis Hauksbee (trad. M. de Brémond), Expériences physico-méchaniques sur differens sujets…, vol. 1, 1754, 490 p., sur books.google.fr (lire en ligne).
  - [1754] Francis Hauksbee (trad. M. de Brémond), Expériences physico-méchaniques sur differens sujets…, vol. 2, 1754, 596 p., sur books.google.fr (lire en ligne).